# Leptophloeus hypobori
Leptophloeus hypobori là một loài bọ cánh cứng trong họ Laemophloeidae. Loài này được Perris miêu tả khoa học năm 1855.